# 讀寫萌發
讀寫萌發（英語：Emergent literacy），是一種新的教育發現，指在幼兒能在正式接受讀寫教育前，顯露出對讀及寫的興趣及能力。
過去，一般學者都認為幼兒是在接受正式讀寫教育後，才學會識字及寫字。Sulzby及其他提出讀寫萌發的學者，透過實地觀察幼兒的發展，發現幼兒會在語文豐富的情境底下，自然的發展出對語言及文字的興趣，並嘗試塗鴉式的書寫。因此讀寫萌發這個新概念的提出，拓展了人們對讀寫發展的看法。
兒童的閱讀發展始於一歲時與照顧者共讀的社會互動，而電視節目（如芝麻街）、親子活動也能讓兒童習得「書本、寫作和印刷文字能夠傳遞訊息」的概念。在六歲前的前閱讀期（prereading phase），兒童開始發展印刷文字和語音之間的覺識，並逐漸習得兩者間的關係。